# Bartelt Immer
Bartelt Immer (* 3. November 1956 in Emden) ist Orgelbaumeister aus Ostfriesland, der durch die Restaurierung historischer Orgeln hervorgetreten ist und weit beachtete Orgelneubauten geschaffen hat. Er hat neue Techniken im Bereich der Traktur und Windversorgung entwickelt. Den Einfluss der Pfeifenwanddicke auf den Klang hat er wissenschaftlich untersucht, um durch eine entsprechende Manipulation des Materials eine Klangintensivierung zu erzielen. Neben Orgeln restauriert Immer auch historische Tasteninstrumente wie Harmonien und Klaviere.

## Leben
Immer entstammt einer alten reformierten Pastorenfamilie aus Emden. Von 1978 bis 1981 ging er in die Orgelbaulehre bei Gerald Woehl in Marburg. Dem Ideal gleichberechtigter Teamarbeit nachstrebend, war Immer 1985 bis 1990 Teilhaber der „Krummhörner Orgelwerkstatt“ in  Greetsiel (zusammen mit Hero Bödeker, Martin und Wilfried Fooken und Regina Stegemann). Seine eigene Werkstatt wurde 1991 gegründet und befindet sich in Norden-Süderneuland auf dem historischen Pekelheringer Hof des Grafen zu Knyphausen Lütetsburg.

## Werk
Schwerpunkt seiner Arbeit ist die Restaurierung historischer Orgeln, Immer hat aber auch neuere Werke renoviert. Kennzeichnend für seine Arbeitsweise ist die Ermöglichung der Reversibilität, die Verwendung alter Materialien und Erstellung ausführlicher Dokumentationen, um strengen musealen Prinzipien gerecht zu werden. Insbesondere ist er in der Orgellandschaft Ostfriesland tätig. Auf den kanarischen Inseln hat er bisher acht Orgeln restauriert, darunter drei englische Orgeln aus dem 19. Jh. und einige historische norddeutsche Orgeln. Die älteste ist eine Tischorgel aus dem Beginn des 17. Jh. Zudem hat Immer innovative Techniken entwickelt, wie etwa eine neue Art von Windlade oder eine Cembalo-Mechanik für Positive, bei der die Ventile oben liegen.
Daneben hat Immer, der im Jahr 2017 vier Angestellte hatte, auch Harmonien (u. a. Druckluft-Instrumente von Kannegießer, Schiedmayer und Alexandre Père et Fils) und Klaviere restauriert (u. a. Flügel von Steinweg/Nachfolger [1868/Nr. 916] und aus dem Vertrieb des Musikalienhandels Johann Anton André [„Mozart-Flügel“, um 1850] sowie ein pneumatisches Rollen-Klavier von Hupfeld).
Bartelt Immer ist Projektpartner in dem Forschungsprojekt „Entwicklung von Maßnahmen zur Verminderung von Bleikorrosion an Orgelpfeifen aus dem 17. und 18. Jhdt.“, das von 2016 bis 2018 durch die Deutsche Bundesstiftung Umwelt und die Klosterkammer Hannover gefördert wird. Ihm wurde die Orgel von St. Wulphardi in Freiburg/Elbe zugeteilt, die er im Jahr 2013 restauriert hatte.

## Werkliste
Die Größe der Instrumente wird in der fünften Spalte durch die Anzahl der Manuale und die Anzahl der klingenden Register in der sechsten Spalte angezeigt. Ein großes „P“ steht für ein selbstständiges Pedal, ein kleines „p“ für ein angehängtes Pedal.

### Neubauten
| Jahr           | Ort                                              | Gebäude                              | Bild | Manuale | Register | Anmerkungen |
| -------------- | ------------------------------------------------ | ------------------------------------ | ---- | ------- | -------- | --- |
| 1985           | Canum                                            | Privatbesitz                         |      | I       | 3        | Op. 1, Positiv in Stollenbauweise mit „Klopfton“-Technik |
| 1987–1988      | Landschaftspolder                                | Landschaftspolder Kirche             |      | I/p     | 5        | Orgel mit historischem Prospekt von Gerhard Janssen Schmid (1814) (Krummhörner Orgelwerkstatt) |
| 1988–1989      | Aurich-Kirchdorf                                 | St. Paulus                           |      | I/P     | 7        | Traktur des Manuals nicht ausgetucht, was eine direkte Verbindung zwischen Taste und Ventil ermöglicht; Pfeifen mit der „Klopftonmethode“ gebaut und die Wanddicken entsprechend ausgedünnt (Krummhörner Orgelwerkstatt) |
| 1994           | Norden                                           | städt. Friedhofskapelle              |      | I       | 3        | Hinterspieliges Meisterstück |
| 1994/96        | Stapelmoor                                       | Stapelmoorer Kirche                  |      | III/P   | 23       | Replik der Clicquot-Orgel (Houdan, 1734) Gehäuse von Eike Schulte (1848) (zusammen mit Reinalt Johannes Klein und Claude Jaccard) |
| 1997           | Emden                                            | Ev.-ref. Gemeindehaus, Dollartstraße |      | I       | 3        | Positiv mit Mensuren nach Gottfried Silbermann; Ventile oben, mit Gewichten (cembaloähnliche Mechanik) |
| 1997           | Tokio, vormals Emden Johannes a Lasco Bibliothek | Reformierte Gemeinde                 |      | II      | 4        | Positiv mit abnehmbarem und separat spielbarem Regal 8′ auf zweitem Manual |
| 1999           | Oldenburg-Bloherfelde                            | Ev.-luth. Kirche                     |      | II/P    | 16       | Mensuren nach der Grasberger Orgel von Arp Schnitger (1694) |
| 2001           | Lengerich                                        | Ev.-ref. Kirche                      |      | I       | 3        | Positiv, Schwester-Instrument zu dem 1997 für Emden/Johannes a Lasco Bibliothek entstandenen, heute in Tokio befindlichen Positiv |
| 2002           |                                                  | Privatbesitz                         |      | I       | 3        | Truhe mit kurzer Oktave, vier Subsemitonien pro Oktave (zusammen mit Hendrik Dochhorn) |
| 2003           | Norden (Ostfriesland)                            | Privatbesitz                         |      |         |          | Pedal mit Koppelanlage, 8-füßig und 16-füßig (Suboktavkoppel), zu einem zweimanualigen Cembalo von Dietrich Hein |
| 2006           | Norden                                           | Pekelheringer Hof, B. Immer          |      | II/P    | 5        | Positiv in Cembaloform (Flügelorgel) mit liegenden Pfeifen (16′, 8′, 8′, 4′, 4′) |
| 2007           |                                                  | Privatbesitz                         |      | I       |          | Positiv in Cembaloform (Flügelorgel) mit liegenden Pfeifen, Subsemitonien über Schleifen; zwei Tonhöhen; Eichenprinzipal 8′ (ab c, darunter Gedackt 8′) nach Arp Schnitger (Lübecker Domorgel) |
| 2008           | Hamburg                                          | Privatbesitz                         |      | I       | 2        | Eichenprinzipal nach Arp Schnitger (Hamburg, St. Jakobi); Truhenorgel mit dreistufiger Tastenverschiebung und einschiebbarer Tastatur |
| 2009           | Stade                                            | St. Wilhadi                          |      | I       | 3        | Chororgel; zwei Tonhöhen |
| 2009–2010/2013 | Canum                                            | Canumer Kirche                       |      | II/P    | 18       | Restaurierung/Rekonstruktion/Neubau hinter erhaltenem Prospekt mit den originalen Prospektpfeifen der Gerhard-von-Holy-Orgel aus Wetter (Ruhr) (1723), orientiert sich in der Disposition an der verloren gegangenen Holy-Orgel in Nesse (1709–1710), sonst an der Orgel in Dornum und der Orgel in Marienhafe; drei vakante Register wurden in einem zweiten Bauabschnitt ergänzt. → Orgel der Canumer Kirche |
| 2010–2011      | Hamburg-Altona-Altstadt                          | St. Pauli                            |      | II/P    | 20       | Neubau in Anlehnung an Johann Heinrich Wohlien (1822) |
| 2012           | Weimar                                           | Privatbesitz                         |      | I       | 1        | Truhenorgel |
| 2012           | Sondershausen                                    | Landesmusikakademie Sondershausen    |      | I       | 1        | Truhenorgel (Gedackt 8′) |
| 2012           | Weimar                                           | Privatbesitz                         |      | I       | 3        | Truhenorgel (Prinzipal 8′, Gedackt 8′, Rohrflöte 4′) |
| 2014–2015      | Münster                                          | Ev. Jakobuskirche                    |      | II/P    | 16       | |
| 2015–2016      | Weimar                                           | Privatbesitz                         |      | II/P    | 8        | durchschobene Lade mit Wechselschleifen, in Bass und Diskant geteilt |

### Restaurierungen
| Jahr            | Ort                                | Kirche                                   | Bild | Manuale | Register | Anmerkungen |
| --------------- | ---------------------------------- | ---------------------------------------- | ---- | ------- | -------- | --- |
| 1985            | Critzum                            | Critzumer Kirche                         |      | I/p     | 6        | Die Orgel mit neogotischem Prospekt entstand 1939 durch die Firma Eberhard Friedrich Walcker, die eine ursprüngliche Schulorgel aus dem Anfang des 19. Jahrhunderts von Christian Heinrich Wolfsteller umbaute.                                                      |
| 1987–1988       | Midlum                             | Midlumer Kirche                          |      | I/p     | 9        | Orgel von Hinrich Just Müller (1766) (Krummhörner Orgelwerkstatt) → Orgel der Midlumer Kirche |
| 1989            | Böhmerwold                         | Böhmerwolder Kirche                      |      | I/p     | 7        | Orgel von Johann Gottfried Rohlfs (1828) (Krummhörner Orgelwerkstatt) → Orgel der Böhmerwolder Kirche |
| 1989            | Petkum                             | St.-Antonius-Kirche                      |      | II/p    | 14       | Orgel von Valentin Ulrich Grotian (1694–1699) (Krummhörner Orgelwerkstatt) |
| 1989            | La Laguna, Teneriffa               | Convento de St. Catalina                 |      | I       | 5        | Orgel von Joachim Richborn (1680er Jahre), von Rudolff Meyer 1725 nach Teneriffa verkauft und als seine eigene ausgegeben |
| 1989–1990       | Suurhusen                          | Suurhuser Kirche                         |      | II/P    | 7        | Reparatur der Orgel von Gustav Brönstrup (1959) (Krummhörner Orgelwerkstatt); vorher als Hausorgel in Oldenburg (Pädagogische Akademie) und dann in Detern |
| 1990            | La Orotava, Teneriffa              | San Juan Bautista                        |      | I       | 8        | Orgel von Otto Diedrich Richborn (1723) |
| 1990–1991       | Holtgaste                          | Liudgeri-Kirche                          |      | I/p     | 7        | Orgel von Arnold Rohlfs (1864–1865) (Krummhörner Orgelwerkstatt) → Orgel der Liudgeri-Kirche (Holtgaste) |
| 1993            | Veenhusen                          | Veenhuser Kirche                         |      | I/p     | 8        | Orgel von Johann Gottfried Rohlfs (1801–1802) (zusammen mit Reinalt Klein und Uwe Knaak) |
| 1994/1998       | Norden                             | Christuskirche                           |      | II/P    | 11       | Orgel von Johann Gottfried Rohlfs (1796–1799) → Orgel der Christuskirche (Norden) |
| 1994–1995, 2013 | Nüttermoor                         | Reformierte Kirche                       |      | I/P     | 11       | Orgel von Johann Gottfried Rohlfs (1815–1816) |
| 1995–1996       | Campen                             | Altreformierte Kirche                    |      | I/p     | 6        | Orgel von Paul Ott (1948, bis 1996 I/p/9) |
| 1996, 2018      | Loppersum                          | Loppersumer Kirche                       |      | I/P     | 11       | Orgel von Gebr. Rohlfs (1868), in zwei Bauabschnitten wieder auf Originalzustand gebracht |
| 1997, 2021      | Uphusen                            | Uphuser Kirche                           |      | I/p     | 14       | Orgel von Wilhelm Caspar Joseph Höffgen (1825–1831); fast vollständig erhalten |
| 1998            | Campen                             | Reformierte Kirche                       |      | I       | 6        | Orgel eines unbekannten Orgelbauers (Ende 18. Jh.); urspr. Hausorgel; Bass/Diskant geteilt |
| 1999            | Bedekaspel                         | Bedekaspeler Kirche                      |      | I/p     | 6        | Orgel von Gebr. Rohlfs (1869) |
| 1999            | Pakens                             | Kirche zum Heiligen Kreuz                |      | II/P    | 15       | Orgel von Joachim Richborn (1664)/Alfred Führer (1956–1960); 2 Register original |
| 2000–2001       | Manslagt                           | Manslagter Kirche                        |      | II/p    | 15       | Orgel von Hinrich Just Müller (1776–1778) |
| 2001            | Simonswolde                        | Simonswoldmer Kirche                     |      | I/p     | 7        | Orgel von Hinrich Just Müller (1777) |
| 2001            | Santa Cruz de Tenerife             | Nuestra Señora de la Concepción          |      | II/P    | 22       | Orgel von Henry Bebington and Sons (1862) |
| 2002            | Neermoorpolder                     | Reformierte Kirche                       |      | I/P     | 5        | Erweiterungsumbau eines Positivs von Paul Ott (1963) in eine Orgel mit neuem Prinzipal 4′ im Prospekt und selbstständigem Pedal |
| 2002            | Lengerich                          | Reformierte Kirche                       |      | II/P    | 12       | Orgel der Gebr. Rohlfing (1882) |
| 2002            | Essenrode                          | St. Johannes                             |      | II/P    | 16       | Rekonstruktion einiger Register; Orgel von Johann Friedrich Kochau/Abraham Südekum (1702), von der nur das Gehäuse erhalten ist |
| 2003            | Kehdingbruch                       | St. Jürgen                               |      | I/P     | 16       | Orgel von Johann Georg Wilhelm Wilhelmy (1816–1818) |
| 2003            | Hage                               | St.-Ansgari-Kirche                       |      | II/P    | 22       | Rerestaurierung und Umintonation der Orgel von Dirk Lohman (1776–1783) |
| 2004            | Bargebur                           | Bargeburer Kirche                        |      | II/P    | 20       | Teilrestaurierung und Umdisponierung der Orgel von W. Beckmann (Einbeck, 1864); im Wesentlichen erhalten, aber mehrfach verändert; im 20. Jh. Dispositionsänderungen durch Karl Puchar, Max Maucher und Alfred Führer                                                |
| 2004            | Borssum                            | St.-Nikolaus-Kirche                      |      | I/p     | 5        | Sanierung der Orgel von Alfred Führer (1958, zuvor in Lilienthal), neuer Prinzipal 4′ |
| 2004            | Völlen                             | Peter-und-Paul-Kirche                    |      | I/P     | 10       | Orgel von Wilhelm Eilert Schmid (1822–1823) |
| 2005            | Puerto de la Cruz                  | Nuestra Señora de la Peña de Francia     |      | II/P    | 12       | Orgel von Joachim Wilhelm Geycke/Johann Heinrich Wohlien (1818) |
| 2005            | Borkum                             | Reformierte Kirche                       |      | II/P    | 18       | Umintonation der Orgel von Karl Schuke (1973) |
| 2005, 2013      | Oldenburg-Eversten                 | St. Ansgari                              |      | III/P   | 50       | Umintonation der Orgel von Alfred Führer (1969) und Einbau eines neuen Setzers inkl. Registermagnete; 2013 selbstspielend gemacht |
| 2005            | Grotegaste                         | St. Johannes Baptist                     |      | II/P    | 12       | Orgel von Gerd Sieben Janssen (Prospekt, 1854) und P. Furtwängler & Hammer (1919, Pfeifenwerk) |
| 2005            | Oberhausen-Alstaden                | Ev. Emmausgemeinde                       |      | III/P   | 32       | Umintonation der Orgel von Paul Ott (1971) |
| 2006            | Driever                            | Reformierte Kirche                       |      | I/P     | 10       | Orgel der Gebr. Rohlfing (1885) |
| 2006            | Woquard                            | Marienkirche                             |      | I/p     | 9        | Orgel von Hinrich Just Müller (1804) |
| 2006            | Geversdorf                         | St.-Andreas-Kirche                       |      | II/P    | 22       | Rerestaurierung der Orgel von Philipp Furtwängler (1843) |
| 2006            | Wittmund                           | St. Nicolai                              |      | II/P    | 25       | Orgel von H.J. Müller/J.M. Schmid/A. Führer (1776/1882/1936) |
| 2006            | Esens                              | St.-Magnus-Kirche                        |      | II/P    | 30       | Umintonation der Orgel von Arnold Rohlfs (1848–1860) |
| 2006–2007       | Jever                              | Stadtkirche                              |      | III/P   | 48       | Orgel von Alfred Führer (1966); Austausch zweier Register und Erweiterung um einen Untersatz 32′, Einbau einer elektronischen Registersteueranlage bei Erhaltung der originalen Setzeranlage                                                                         |
| 2006–2007       | Santa Cruz de La Palma             | Iglesia Ermita de la Encarnación         |      | I       | 6        | Prozessionsorgel eines unbekannten Orgelbauers aus Sevilla (1658) |
| 2007            | Helstorf                           | Kirche Helstorf                          |      | II/P    | 11       | Orgel von Carl Heyder (1864) |
| 2007            | Bremerhaven                        | Pauluskirche                             |      | III/P   | 40       | Renovierung der Orgel von Paul Ott (1955) |
| 2007            | Collinghorst                       | Dreifaltigkeitskirche                    |      | I/p     | 7        | Orgel von Johann Gottfried Rohlfs (1838) → Orgel |
| 2007            | Etzel                              | St.-Martinus-Kirche                      |      | II/P    | 12       | Pneumatische Orgel von P. Furtwängler & Hammer, hinter historischem Prospekt von Gerd Sieben Janssen (1864) |
| 2008, 2014–2016 | Esklum                             | Esklumer Kirche                          |      | I/P     | 7        | Orgel von Gerd Sieben Janssen (1854–1855); Rekonstruktion des Pfeifenwerks aufgrund seines originalen Kostenvoranschlags in einem ersten Bauabschnitt, Verlegung des Spieltisches von der Seite nach vorne und Einbau eine Trompete 8′ in einem zweiten Bauabschnitt |
| 2008            | Gronau                             | Mennonitengemeinde                       |      | II/P    |          | Orgel von P. Furtwängler & Hammer (1904) |
| 2008–2009       | Bangstede                          | Bangsteder Kirche                        |      | I/p     | 9        | Orgel von Johann Gottfried Rohlfs (1794–1795) |
| 2010–2011       | Mittelnkirchen                     | St. Bartholomäus                         |      | II/P    | 32       | Rerestaurierung der Orgel von Arp Schnitger (1688) und Jacob Albrecht/Johann Matthias Schreiber (1750–1753) → Orgel von St. Bartholomäus (Mittelnkirchen) |
| 2011            | Eilsum                             | Eilsumer Kirche                          |      | I/P     | 9        | Wartung, Umintonation, Umstimmung auf Bach-Wohltemperiert der Orgel von Karl Schuke (Prospekt von Joachim Kayser) |
| 2011            | Adeje, Teneriffa                   | St. Ursula                               |      | I       | 5        | Orgel eines unbekannten deutschen Orgelbauers (1765); Aufteilung in Bass/Diskant zwischen b und h; Gedact 8′ in Eiche, Principal 4′ im Prospekt, Quinte 3′, Octave 2′, Terz 13/5′                                                                                    |
| 2013            | Abbehausen                         | St. Laurentius                           |      | II/P    | 24       | Sanierung der Orgel von Alfred Führer (1962), die drei erhaltene Register von Arp Schnitger (1710–1713) integriert |
| 2013            | Freiburg/Elbe                      | St.-Wulphardi-Kirche                     |      | II/P    | 24       | Maßnahmen gegen Bleifraß an der Orgel von Alfred Führer, die Register aus dem 16.–18. Jh. integriert |
| 2013            | Weener                             | Organeum                                 |      |         |          | Tafelklavier von Louis Kulmbach (Heilbronn, um 1825) |
| 2014            | Himmelpforten                      | St. Marien                               |      | II/P    | 25       | Orgel von Hans Scherer dem Älteren (1587–1590)/Paul Ott (1955–1956) |
| 2016            | La Laguna, Teneriffa               | Convento de St. Catalina                 |      | I       | 5        | Rokoko-Orgel eines unbekannten Orgelbauers (Mitte 18. Jhd.), komplett aus Eiche, 5 Register (Gedackt 8′ und Flöte 4′ aus Eiche, Nasat 3′ aus Blei, Principal 2′ und Mixtur III aus Zinn)                                                                             |
| 2016            | Guía de Isora, Teneriffa           | Iglesia Nuestra Señora de la Luz         |      | I/P     | 5        | Orgel W. M. Hedgeland (1870), Blindpfeifen im Prospekt, 5 Register (Open Diapason 8′, Stop Diapason 8′, Dulciana 8′, Principal 4′, Pedal: Sub Bass 16′) |
| 2017            | La Victoria de Acentejo, Teneriffa | Iglesia Nuestra Señora de la Encarnación |      | I       | 6        | deutsche Barockorgel (um 1780), Messingbecher-Trompete 8′ im Prospekt, 5 ganze und ein halbes Register original |
| 2017            | Tacoronte, Teneriffa               | Iglesia de Santa Catalina                |      | I/p     | 6        | englische Orgel von Bevington & Sons (1856), 6 Register im Schwellkasten, klingender Prospekt |
| 2018            | Bramel                             | Evangelische Kirche                      |      | II/P    | 11       | Orgel von Johann Hinrich Röver (1877) |
| 2018            | La Orotava, Teneriffa              | San Agustín                              |      | I       | 7        | unbekannter deutscher Orgelbauer, Mitte 17. Jahrhundert; 6 Register original |
| 2018–2020       | Villa de Arico, Teneriffa          | San Juan Bautista                        |      | I/P     | 12       | Orgel von Antonio Corchado (1782), ursprünglich für Nuestra Señora de la Concepción in La Orotava gebaut; 5 Register original |
| 2021–2022       | Holzerode                          | Ev.-ref. Kirche                          |      | I/P     | 11       | Orgel von August von Werder (1849); weitgehend erhalten |

## Auszeichnungen
2004 hat Immer wegen seiner Verdienste um Ausbildung und Handwerk den Sonderpreis der Kategorie „Industrie, Handel, Dienstleistung“ beim Ausbildungs-Ass 2004 gewonnen.